# 大寨回族乡
大寨回族乡是中华人民共和国甘肃省平凉市崆峒区下辖的一个民族乡。

## 行政区划
大寨回族乡下辖以下村级行政区划单位：
高原村、土谷堆村、大寨村、张庄村、童咀村、小马村、老庄洼村、白土村、赵原村、雷神庙村、潘岭村、马营子村、雨林村、曹子村、康庄村、穆家村、桂花村、柳沟村、清水岭村、油坊村、锁家村、黄家村、刘家村和梨树园村。